# Нарушевич, Криштоф
Криштоф (Христофор) Нарушевич (ок. 1570 — 1630) — политический деятель Великого княжества Литовского, подскарбий надворный (1615—1618) и великий литовский (1618—1630); ловчий великий литовский (1613—1624).

## Биография
Представитель шляхетского рода Нарушевичей герба Вадвич, сын подскарбия великого литовского Николая Яна и Барбары Кунцевич. Имел также братьев Николая и Яна. Учился за границей, путешествовал по Германии и Италии. Крещён по католическому обряду, но в 1611 году принял кальвинизм. Занимал должности ловчего великого литовского (1613—1624), подскарбия надворного (с 1615) и великого литовского (с 1618). Староста ушпольский и новодворский. Владел Ганусишками (Трокский повет), Можейковым и Лебадой (Лидский повет).
Состоял в браке с Эльжбетой Шимкович. Дети от неё: Станислав, Ян, Казимир и Александр Христофор. За время пребывания на посту подскарбия великого литовского чеканил монеты с гербом: двухпенсовик (1620—1621), шелег (1618—1627), грош (1625—1627), полуторок (1619—1620) и 5 дукатов (1621—1622).